# September 2011
Portal Geschichte | Portal Biografien | Aktuelle Ereignisse | Jahreskalender | Tagesartikel

◄ |
20. Jahrhundert |
21. Jahrhundert

◄ |
1980er |
1990er |
2000er |
2010er
| 2020er | 2030er | 2040er

◄ |
2007 |
2008 |
2009 |
2010 |
2011
| 2012 | 2013 | 2014 | 2015 | ►

◄ |
Juni 2011 |
Juli 2011 |
August 2011 |
September 2011 |
Oktober 2011 |
November 2011 |
Dezember 2011 |
►
Dieser Artikel behandelt tagesbezogene Nachrichten und Ereignisse im September 2011.

## Tagesgeschehen

### Donnerstag, 1. September 2011

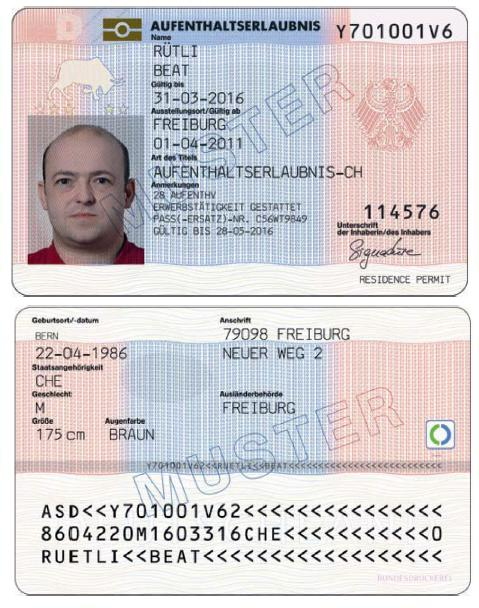
Aufenthaltstitel für Staatsbürger der Schweiz mit Aufenthaltserlaubnis in Deutschland

- Berlin/Deutschland: Der elektronische Aufenthaltstitel für Nachweispflichtige nach dem Aufenthaltsgesetz tritt an die Stelle des bisher in den Nationalpass eingeklebten Etiketts. Das Dokument ähnelt in Aussehen und Funktion dem Personalausweis der Bundesrepublik Deutschland. Staatsbürger der Schweiz können den Aufenthaltstitel erwerben, jedoch verstoßen sie nicht gegen das Recht, wenn sie sich ohne Erlaubnis niederlassen.[1]
- Melbourne/Australien: Forscher finden 131 Jahre nach seiner Hinrichtung die Gebeine des landesweit bekannten Straßenräubers Ned Kelly in einem Massengrab im ehemaligen Gefängnis Prentridge.[2]
- New York/Vereinigte Staaten: Im Fachmagazin Nature geben Archäologen der Columbia University um Christopher Lepre die Entdeckung der mit 1,76 Millionen Jahre bislang ältesten gefundenen Faustkeile im Turkana-Becken im Nordwesten Kenias bekannt.[3]

### Freitag, 2. September 2011

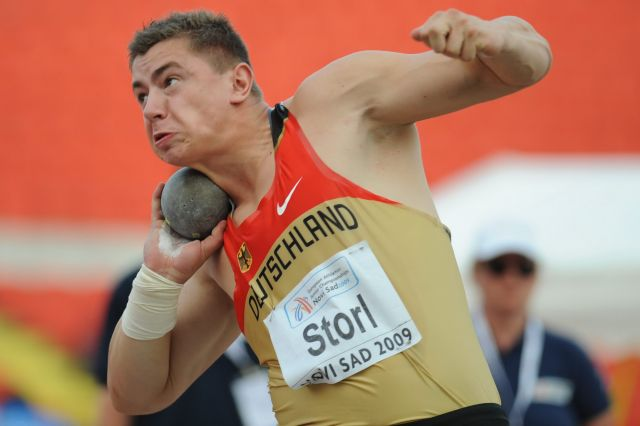
David Storl

- Daegu/Südkorea: Der Deutsche David Storl gewinnt bei den 13. Leichtathletik-Weltmeisterschaften den Weltmeistertitel im Kugelstoßen.[4]
- Juba/Südsudan: Die Regierung des jungen Staates unter Präsident Salva Kiir Mayardit beschließt, die Hauptstadt innerhalb der kommenden drei bis fünf Jahre nach Ramciel zu verlegen.[5]
- Reykjavík/Island: Die Enthüllungsplattform WikiLeaks veröffentlicht nach einer Datenpanne bei geheimen Dokumenten von Diplomaten der Vereinigten Staaten den kompletten Datensatz ungeschwärzt.[6]
- Tokio/Japan: Tennō Akihito ernennt Yoshihiko Noda formell zum Premierminister des Landes und die übrigen Staatsminister in Nodas Kabinett.[7]
- Washington, D.C./Vereinigte Staaten: Nach der Ausweisung des israelischen Botschafters Gabby Levy durch die Türkei fordert UN-Generalsekretär Ban Ki-moon beide Länder auf, ihren Streit in Zusammenhang mit dem Angriff auf die Ship-to-Gaza-Flotte beizulegen.[8]

### Samstag, 3. September 2011

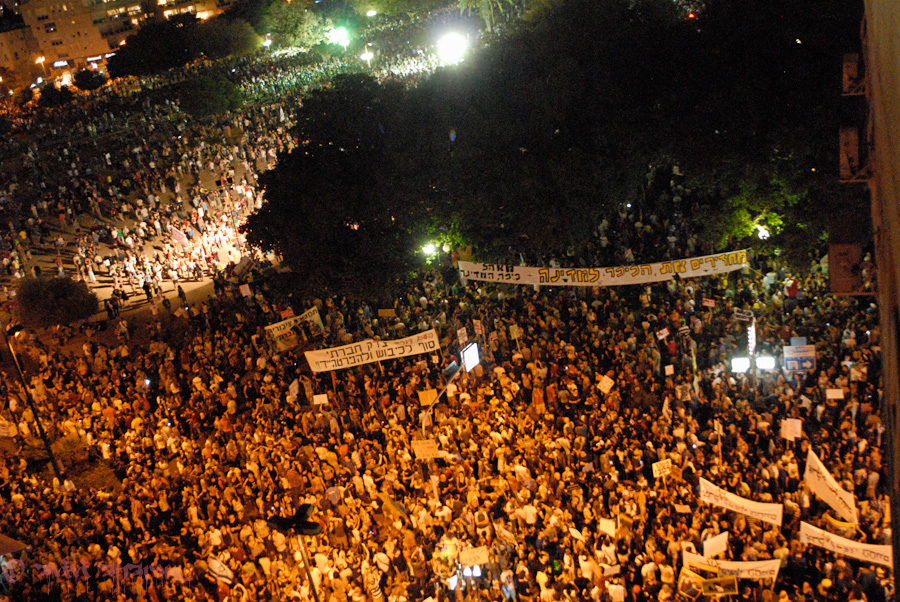
Demonstrationen in Tel Aviv

- Buschehr/Iran: Ein in der westlichen Welt und in Teilen des Nahen Ostens umstrittenes Kernkraftwerk wird nach Behördenangaben an das nationale Stromnetz angeschlossen.[9]
- Tel Aviv/Israel: Bei den größten Sozialprotesten in der Geschichte des Landes fordern nach Medienangaben 450.000 Menschen in Afula, Haifa, Tel Aviv und anderen Städten eine gerechtere Gesellschaftsordnung.[10]

### Sonntag, 4. September 2011
- Daegu/Südkorea: Ende der 13. Leichtathletik-Weltmeisterschaften
- Schwerin/Deutschland: Bei der Landtagswahl in Mecklenburg-Vorpommern bleiben die SPD unter dem amtierenden Ministerpräsidenten Erwin Sellering mit 35,6 % der Stimmen stärkste und der Koalitionspartner CDU mit etwa 23 % zweitstärkste Kraft vor der Linken mit 18,4 %. Bündnis 90/Die Grünen mit 8,7 % und die NPD mit 6 % werden ebenfalls im künftigen Landtag vertreten sein.[11]

### Montag, 5. September 2011

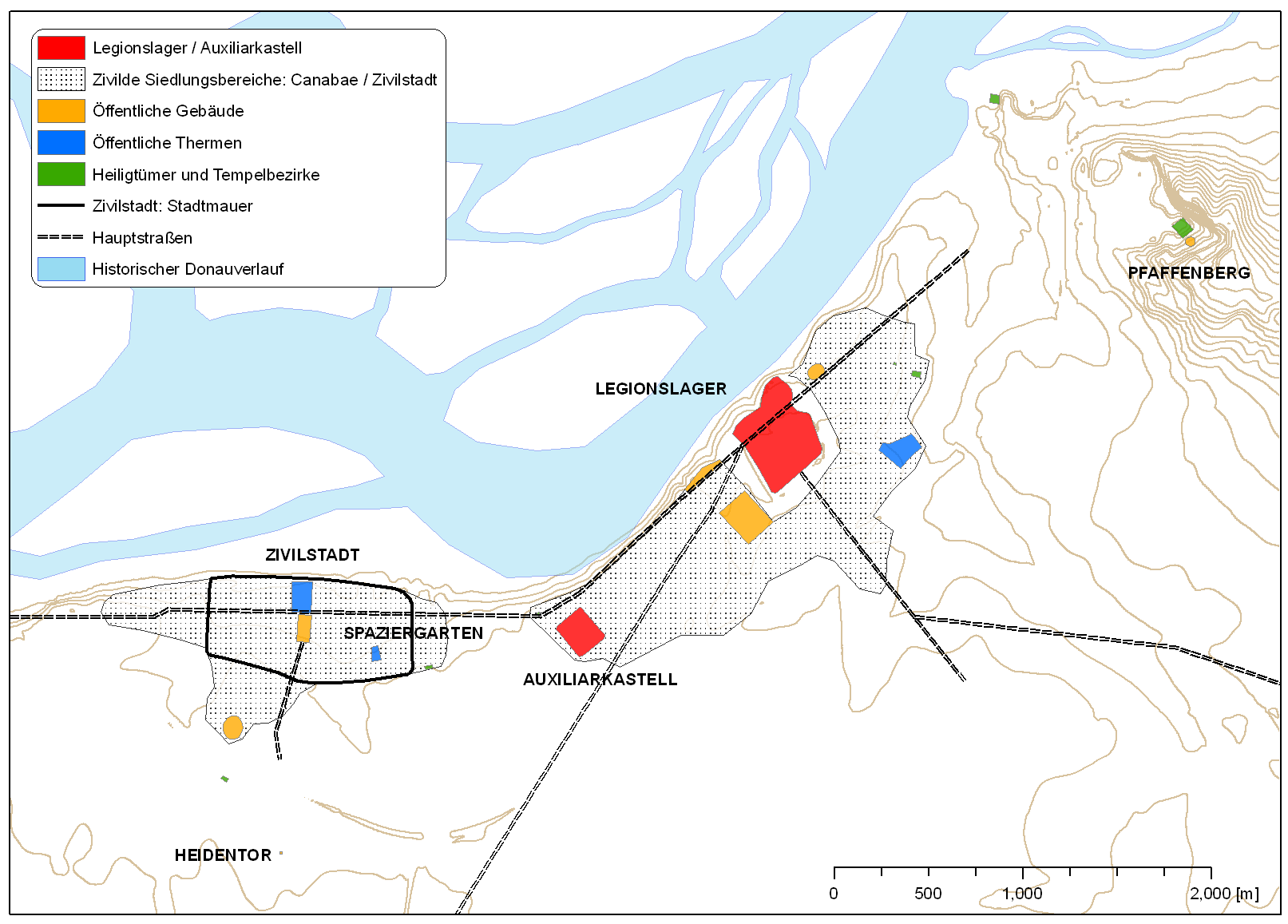
Schematisierter Gesamtplan von Carnuntum

- Bad Deutsch-Altenburg/Österreich: Archäologen des Archäologischen Parks von Carnuntum entdecken die 1.700 Jahre alten Ruinen einer römischen Schule für Gladiatoren.[12]

### Dienstag, 6. September 2011
- Bern, Zürich/Schweiz: Als Maßnahme gegen die anhaltende Überbewertung des Franken legt die Nationalbank einen Euro-Mindestkurs von 1,20 Franken fest.[13]
- Den Haag/Niederlande: Momčilo Perišić, von 1993 bis 1998 Generalstabschef der Jugoslawischen Volksarmee, wird vom Internationalen Strafgerichtshof für das ehemalige Jugoslawien wegen seiner führenden Rolle bei der Belagerung von Sarajevo, für einen Raketenangriff auf Zagreb und die politische Beteiligung am Massaker von Srebrenica zu 27 Jahren Haft verurteilt.[14]

### Mittwoch, 7. September 2011

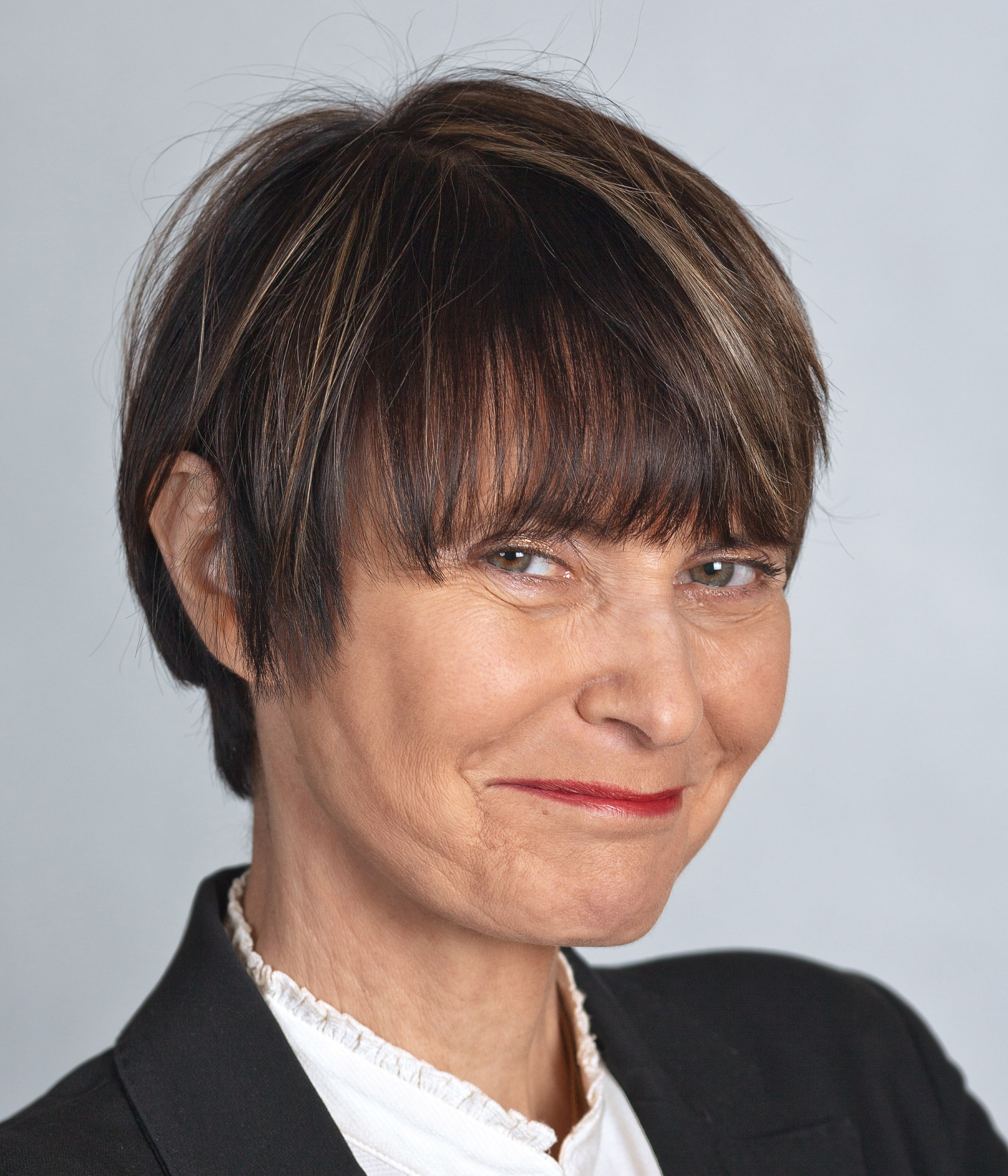
Micheline Calmy-Rey

- Bern/Schweiz: Micheline Calmy-Rey, seit 2003 Außenministerin und aktuell Bundespräsidentin, kündigt ihren Rücktritt zum Jahresende an.[15]
- Jaroslawl/Russland: Beim Absturz eines Passagierflugzeuges des Typs Jak-42 in der Nähe der Stadt kommen über 40 Menschen ums Leben; an Bord der Maschine befand sich unter anderem das Team des dreifachen Eishockeymeisters Lokomotive Jaroslawl.[16]
- Karlsruhe/Deutschland: Das Bundesverfassungsgericht weist Verfassungsbeschwerden gegen den von der Europäischen Union beschlossenen Euro-Rettungsschirm zurück, stärkt gleichzeitig jedoch die Beteiligungsrechte des Bundestages.[17]
- Neu-Delhi/Indien: Bei einem Bombenanschlag einer islamistischen Terrorgruppe vor einem Gerichtsgebäude kommen mindestens elf Menschen ums Leben.[18]
- Wien/Österreich: Nach dem Scheitern in der Qualifikation zur Fußball-Europameisterschaft 2012 gibt Didi Constantini seinen Rücktritt als Trainer der österreichischen Fußballnationalmannschaft bekannt.[19]

### Donnerstag, 8. September 2011
- London/Vereinigtes Königreich: Prinz Charles wird Nachfolger von Prinzessin Alexandra als Präsident der britischen Sektion des World Wide Fund For Nature.[20]

### Freitag, 9. September 2011

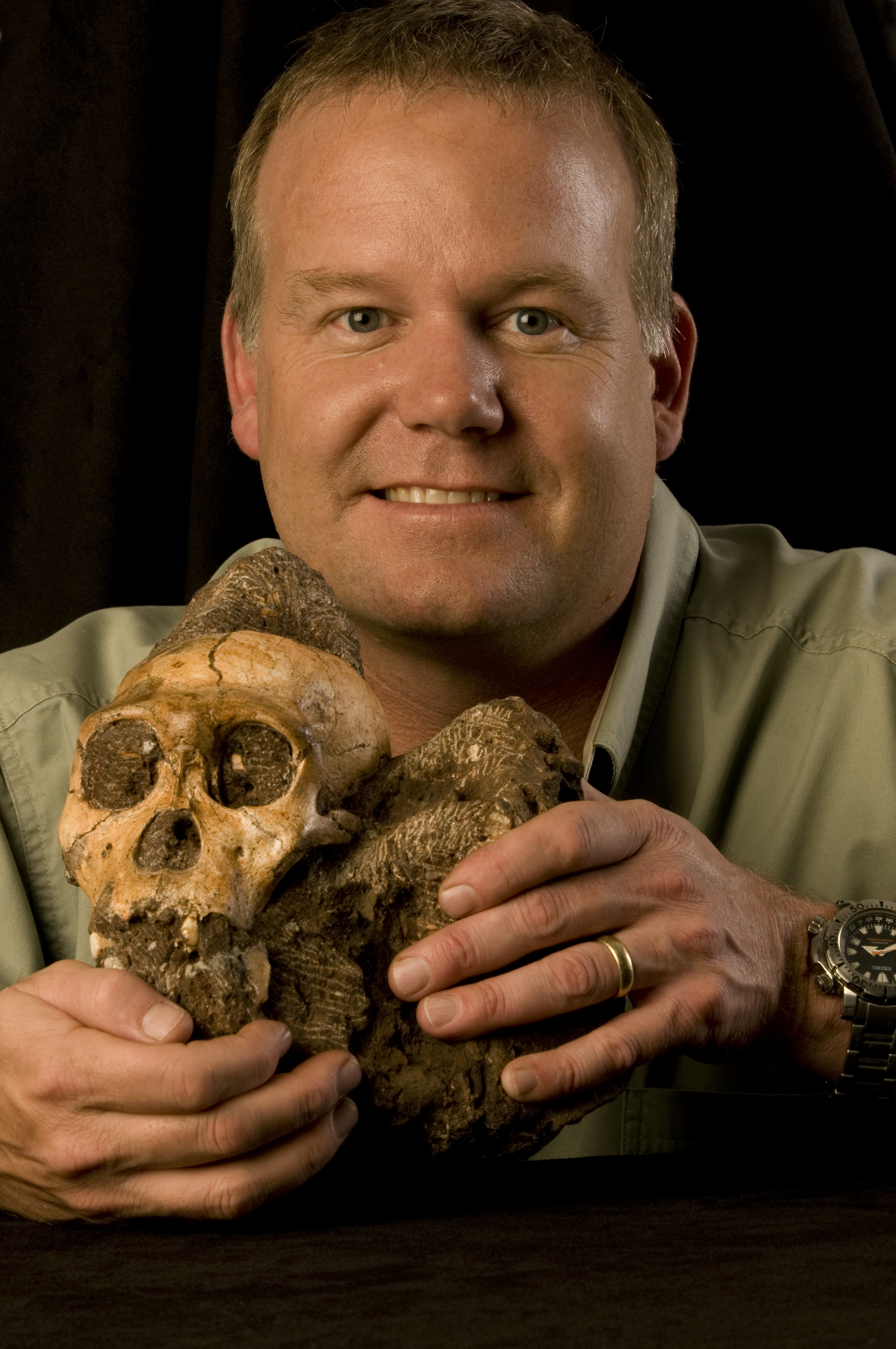
Lee Berger

- Auckland/Neuseeland: Beginn der 7. Rugby-Union-Weltmeisterschaft
- Düsseldorf/Deutschland: Das Landgericht bestätigt, dass der Konzern Samsung sein Tabletcomputer-Modell Galaxy Tab 10.1 nicht vertreiben darf, da sein Design das geschützte Geschmacksmuster des Apple iPad imitiert.[21]
- Lyon/Frankreich: Interpol schreibt den bisherigen „Revolutionsführer“ Libyens Muammar al-Gaddafi und dessen Sohn Saif al-Islam al-Gaddafi zur weltweiten Fahndung aus.[22]
- Washington, D.C./Vereinigte Staaten: In der Fachzeitschrift Science berichten Forscher um Lee Berger, dass Australopithecus sediba möglicherweise die lange gesuchte Übergangsform zwischen Vormenschen und Menschen ist. Die Knochenfunde stammen aus Südafrika.[23]

### Samstag, 10. September 2011
- Dodoma/Tansania: Beim Untergang der überladenen Passagierfähre Spice Islander I in den Gewässern des Sansibar-Archipels kommen mindestens 197 Menschen ums Leben.[24]
- Venedig/Italien: Der russische Spielfilm Faust von Alexander Sokurow gewinnt den Goldenen Löwen der 68. Internationalen Filmfestspiele, während der Deutsch-Ire Michael Fassbender (Shame) als bester Darsteller ausgezeichnet wird.[25]
- Wien/Österreich: Beginn der Volleyball-Europameisterschaft der Männer 2011

### Sonntag, 11. September 2011
- Guatemala-Stadt/Guatemala: Bei den Parlaments- und Präsidentschaftswahlen erhält Otto Pérez Molina 36 % der Wählerstimmen, während Manuel Baldizón 23 % erreicht und Eduardo Suger 16 % erlangt. Otto Pérez Molina und Manuel Baldizón werden sich am 6. November 2011 einer Stichwahl stellen.[26]
- Madrid/Spanien: Juan José Cobo gewinnt zum ersten Mal die Vuelta a España.[27]
- New York/Vereinigte Staaten: Im Rahmen der Gedenkfeier zum 10. Jahrestag der Terroranschläge vom 11. September 2001 wird am Ground Zero die Gedenkstätte „Reflecting Absence“ eröffnet.[28]
- New York/Vereinigte Staaten: Die australische Tennisspielerin Samantha Stosur gewinnt das Dameneinzel bei den US Open.[29]

### Montag, 12. September 2011

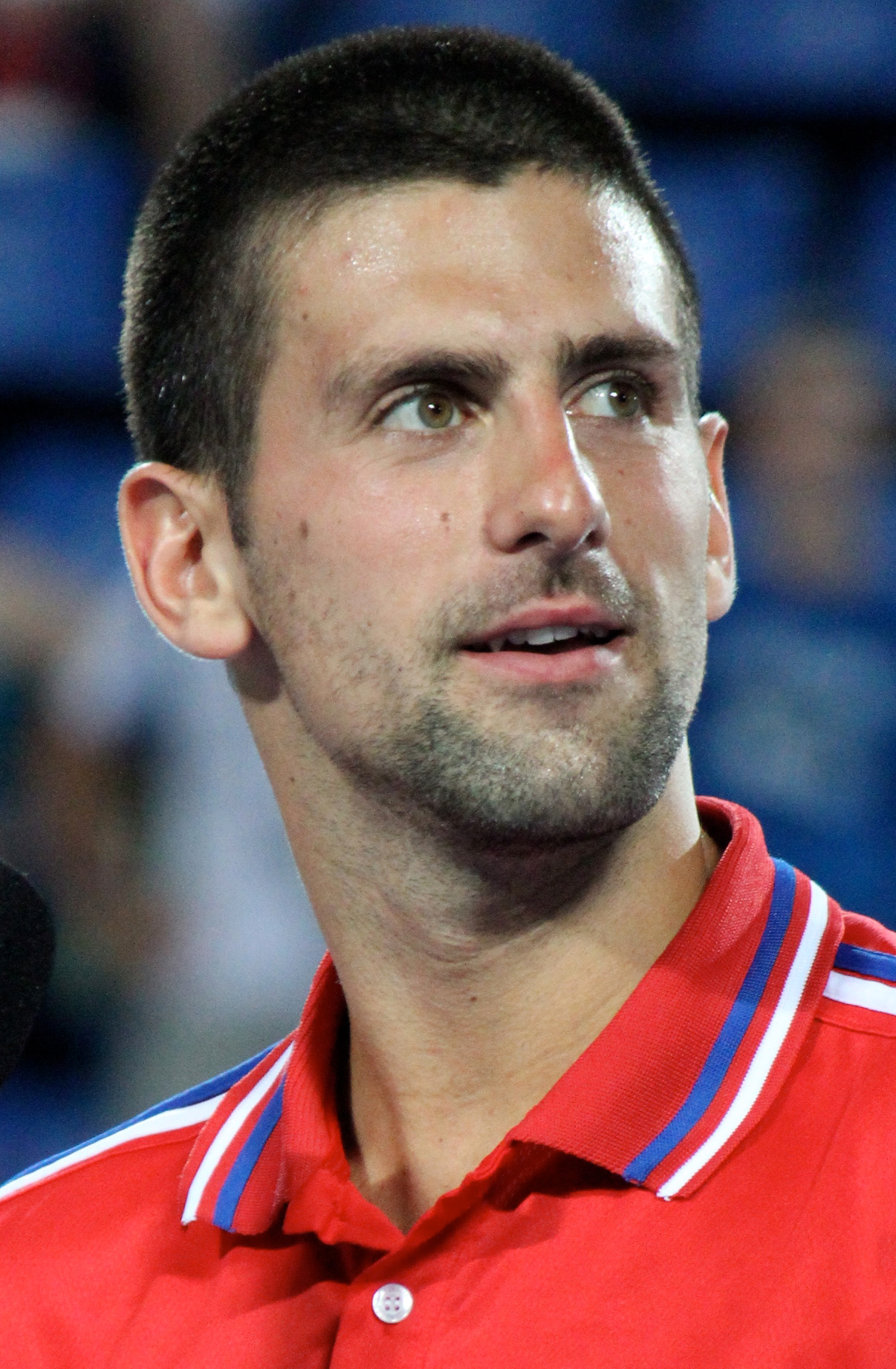
Novak Đoković

- Avignon/Frankreich: In der Nuklearanlage Marcoule explodiert ein Verbrennungsofen für schwach radioaktive Abfälle, wobei ein Mensch ums Leben kommt.[30]
- Nairobi/Kenia: Bei einer Explosion und einem anschließenden Feuer an einer Pipeline kommen mindestens 100 Menschen ums Leben und mehr als 112 weitere werden verletzt.[31]
- New York / Vereinigte Staaten: Der serbische Tennisspieler Novak Đoković gewinnt das Herreneinzel bei den US Open.[32]

### Dienstag, 13. September 2011
- Palermo/Italien: Mehr als 30 Jahre nach dem mysteriösen Absturz von Itavia-Flug 870 vor der Insel Ustica verurteilt ein Zivilgericht die Regierung zu einer Schadensersatzzahlung von 100 Millionen Euro.[33]
- Wien/Österreich: Didi Constantini tritt mit sofortiger Wirkung von seinem Amt als Trainer der Fußballnationalmannschaft zurück; interimistisch übernimmt Sportdirektor Willibald Ruttensteiner dessen Funktion.[34]

### Mittwoch, 14. September 2011
- Klitmöller/Dänemark: Philip Köster wird erster männlicher deutscher Windsurf-Weltmeister.[35]

### Donnerstag, 15. September 1999
- Brüssel/Belgien: 15 Monate nach den Parlamentswahlen einigt sich der mit der Regierungsbildung beauftragte Sozialist Elio Di Rupo mit sieben weiteren Parteien auf die Teilung des umstrittenen Wahlkreises Brüssel-Halle-Vilvoorde.[36]
- Kopenhagen/Dänemark: Bei den Wahlen zum Folketing erlangt die Liberale Partei von Ministerpräsident Lars Løkke Rasmussen 26,7 % und die Sozialdemokraten mit Helle Thorning-Schmidt erreichen 24,9 %. Drittstärkste Kraft wird die Volkspartei unter Pia Kjærsgaard mit 12,3 %.[37]
- Luxemburg/Luxemburg: Der Europäische Gerichtshof stärkt die Rechte lediger Väter in Deutschland. Deutsche Gerichte dürfen Männern nicht mehr einfach die Klärung der Vaterschaft und den Umgang mit ihren mutmaßlichen Kindern verweigern. Dabei spiele es keine Rolle, dass der Nachwuchs einen rechtlichen Vater habe.[38]

### Freitag, 16. September 2011

Die vom Nationalen Übergangsrat verwendete Flagge Libyens

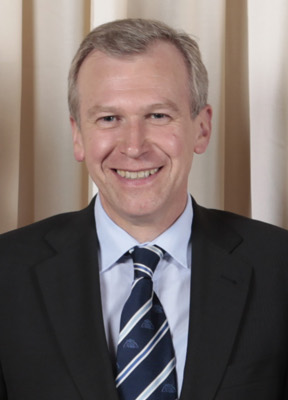
Yves Leterme

- New York / Vereinigte Staaten: Die Vollversammlung der Vereinten Nationen erkennt den Nationalen Übergangsrat in Libyen als neue Vertretung des Landes an.[39]
- Paris/Frankreich: Belgiens Premierminister Yves Leterme wird zum stellvertretenden Generalsekretär der OECD ernannt, wodurch er bis Ende des Jahres die Politik Belgiens verlassen wird.[40]
- Reno / Vereinigte Staaten: Bei einem Flugzeugunglück während der Veranstaltung Reno Air Race kommen zehn Menschen ums Leben und 69 weitere werden verletzt.[41]

### Samstag, 17. September 2011
- Riga/Lettland: Bei der vorgezogenen Parlamentswahl wird das prorussische Zentrum der Harmonie mit 28,43 % erstmals stärkste politische Kraft vor Zatlers Reformpartei mit 20,81 %, der Einigkeit mit 18,82 %, der Nationalen Vereinigung VL-TB/LNNK mit 13,86 % und dem Bündnis der Grünen und Bauern mit 12,19 % der abgegebenen Wählerstimmen.[42]

### Sonntag, 18. September 2011

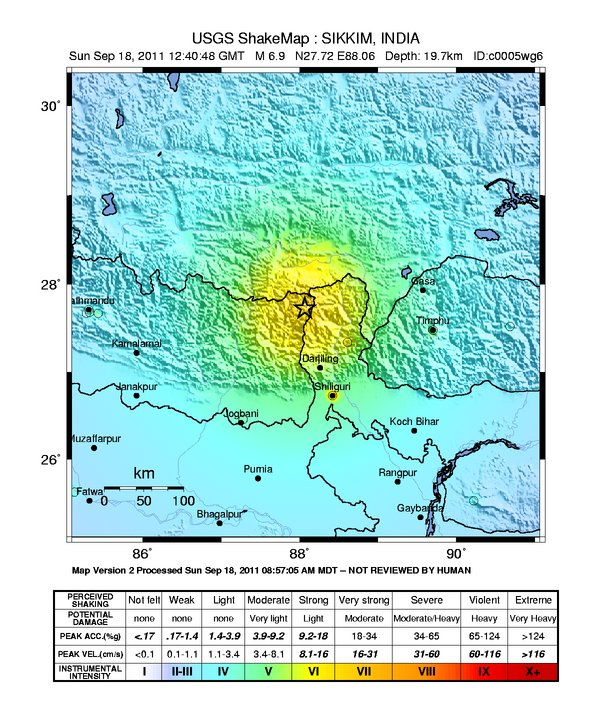
Schematische Darstellung des Erdbebens in Indien

- Berlin/Deutschland: Bei der Wahl zum Abgeordnetenhaus bleibt die SPD von Bürgermeister Klaus Wowereit mit 28,3 % stärkste Kraft vor der CDU mit 23,4 %. Bündnis 90/Die Grünen werden mit 17,6 % drittstärkste Partei vor der Linken mit 11,7 %. Die Piratenpartei schafft mit 8,9 % erstmals den Einzug in ein Landesparlament.[43]
- Gangtok/Indien: Bei einem Erdbeben im Bundesstaat Sikkim mit einer Stärke von 6,9 Mw auf der Momenten-Magnituden-Skala kommen mindestens 116 Menschen ums Leben und mehr als 250 weitere werden verletzt.[44]
- Kaunas/Litauen: Mit einem 98:85-Finalsieg über Frankreich verteidigt Spanien seinen Titel als Basketball-Europameister.[45]
- Los Angeles / Vereinigte Staaten: Bei der 63. Emmy-Verleihung werden Mad Men, Modern Family und Downton Abbey als beste Fernsehserien ausgezeichnet.[46]
- Wien/Österreich: Mit einem 3:1-Finalsieg über Italien wird Serbien zum zweiten Mal Volleyball-Europameister.[47]

### Montag, 19. September 2011
- Funafuti/Tuvalu: Der Südpazifikstaat erkennt als sechstes Land nach Russland, Nicaragua, Venezuela, Nauru und Vanuatu die von Georgien abtrünnige Provinz Abchasien an.[48]
- Kopenhagen/Dänemark: Beginn der 78. UCI-Straßen-Weltmeisterschaften
- New York / Vereinigte Staaten: Die Ratingagentur Standard & Poor’s stuft wegen schwindender Wachstumsaussichten und der „anhaltenden politischen Unsicherheit“ die Kreditwürdigkeit Italiens von „A+“ auf „A“ herab.[49]

### Dienstag, 20. September 2011

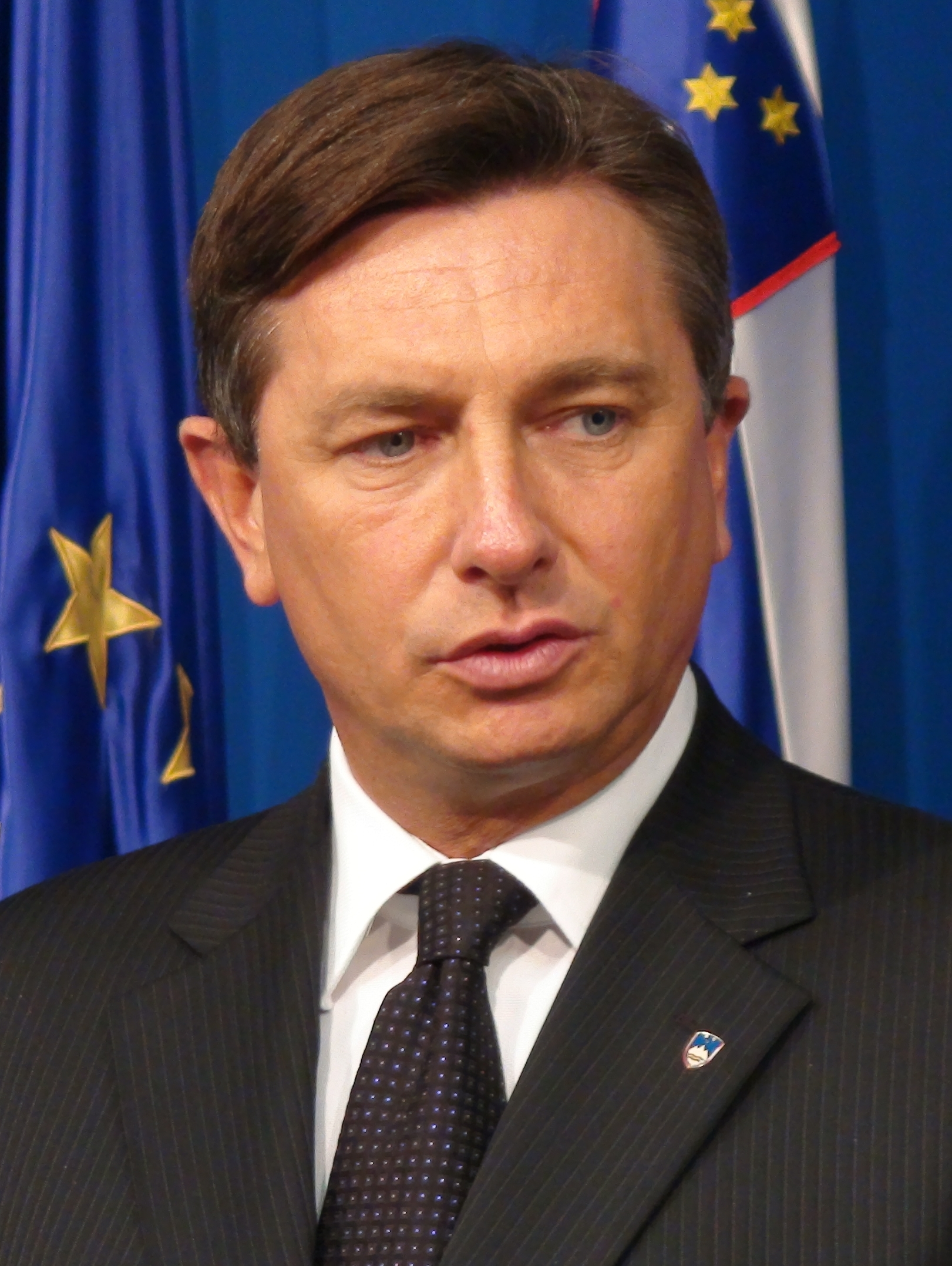
Borut Pahor

- Ljubljana/Slowenien: Die Staatsversammlung, die erste Kammer des Parlamentes, spricht der Regierung von Ministerpräsident Borut Pahor das Misstrauen aus.[50]
- Lusaka/Sambia: Bei den Präsidentschaftswahlen gewinnt Michael Sata von der Oppositionspartei Patriotic Front mit 43 % der abgegebenen Wählerstimmen, während Amtsinhaber Rupiah Banda von der Movement for Multiparty Democracy 36 % erhält.[51]
- Washington, D.C. / Vereinigte Staaten: Mit dem Ende der „Don’t ask, don’t tell“-Regelung dürfen Homosexuelle fortan in den US-amerikanischen Streitkräften dienen, ohne ihre sexuelle Orientierung verheimlichen zu müssen.[52]

### Mittwoch, 21. September 2011
- Berlin/Deutschland: Bundesinnenminister Hans-Peter Friedrich verbietet per Erlass die rechtsextreme Hilfsorganisation für nationale politische Gefangene und deren Angehörige.[53]
- Moskau/Russland: Walentina Matwijenko wird zur Vorsitzenden des Föderationsrates, der oberen Kammer des Landesparlamentes, gewählt.[54]
- New York / Vereinigte Staaten: Die Ratingagentur Moody’s stuft die Kreditwürdigkeit der Großbanken Bank of America, Citigroup und Wells Fargo herab.[55]
- Wien/Österreich: Der Nationalrat hebt die Immunität des früheren Verteidigungsministers Herbert Scheibner (Verdacht der Geldwäsche) und des Abgeordneten Werner Königshofer (Verdacht der Volksverhetzung) auf.[56]

### Donnerstag, 22. September 2011

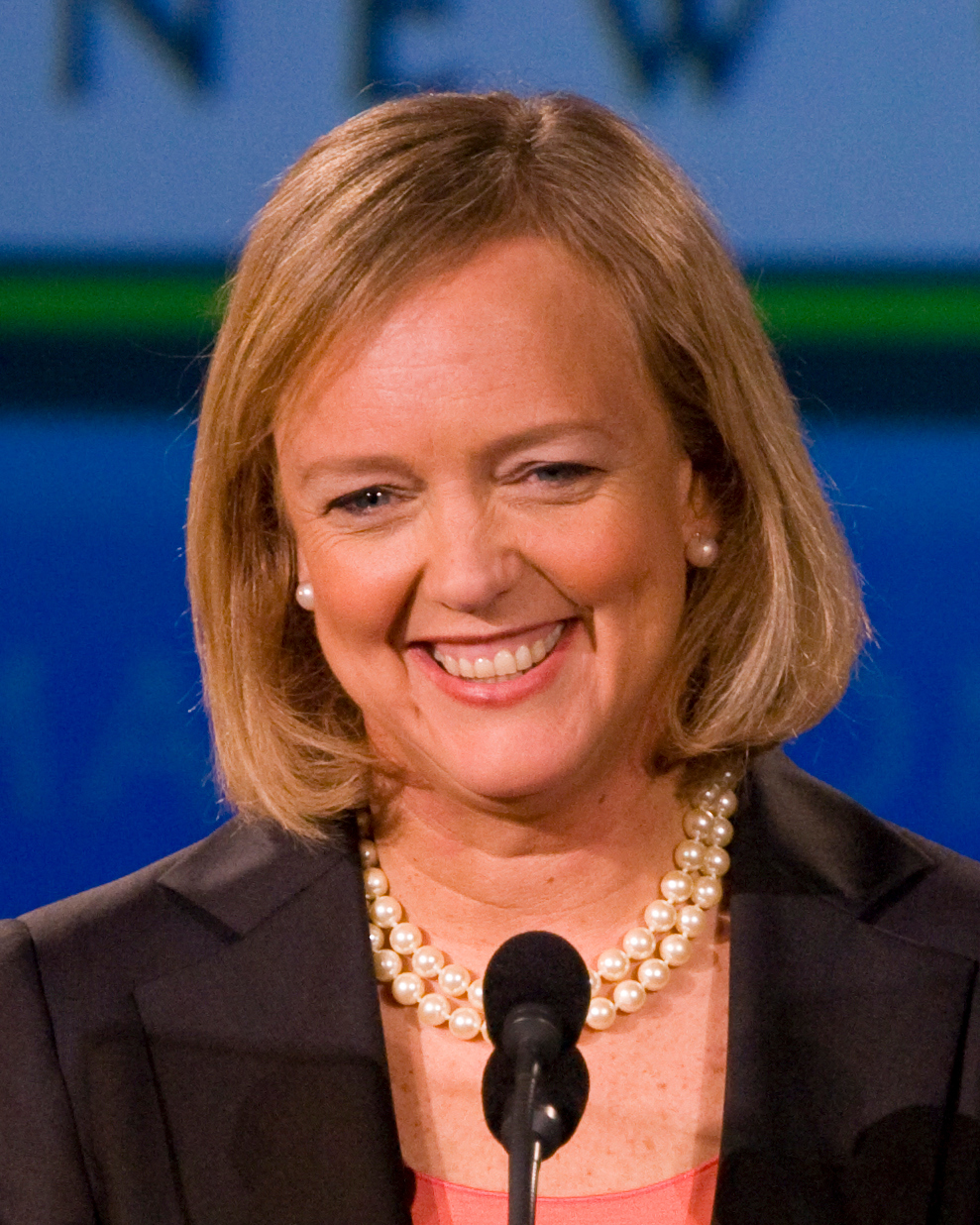
Meg Whitman

- Berlin/Deutschland: Beginn des Papstbesuches
- London/Vereinigtes Königreich: Fast 40 Jahre nach dem „Blutsonntag“ im nordirischen Londonderry kündigt die Regierung an, den Familien von 14 getöteten Demonstranten eine Entschädigung zu zahlen.[57]
- Palo Alto / Vereinigte Staaten: Die frühere eBay-Chefin Meg Whitman löst Léo Apotheker als Vorstandsvorsitzenden des US-amerikanischen Technologieunternehmens Hewlett-Packard ab.[58]

### Freitag, 23. September 2011
- Genf/Schweiz: Mitarbeiter des CERN-Experimentes OPERA veröffentlichen eine Arbeit, in der die Messung einer möglichen Überlichtgeschwindigkeit für Neutrinos, im Widerspruch zu bislang anerkannten Grundgesetzen der Physik, vermeldet wird.[59]
- New York / Vereinigte Staaten: Der Präsident der Palästinensischen Autonomiebehörde, Mahmud Abbas, beantragt offiziell die Vollmitgliedschaft für einen Staat Palästina bei den Vereinten Nationen.[60]

### Samstag, 24. September 2011

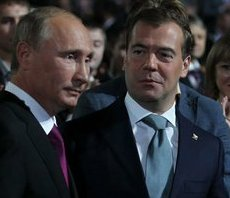
Wladimir Putin, Dmitri Medwedew

- Moskau/Russland: Ministerpräsident Wladimir Putin, Präsident Russlands von 2000 bis 2008, verkündet auf einem Parteitag der regierenden Partei Einiges Russland seine Absicht, sich für die Präsidentschaftswahlen im März 2012 als Kandidat für eine weitere, seine dritte Amtszeit als Präsident nominieren zu lassen. Die Amtszeit des Präsidenten ist auf acht Jahre in Folge begrenzt. Der 2008 gewählte Präsident Dmitri Medwedew von der Partei Einiges Russland erklärt auf demselben Parteitag seine Bereitschaft zur Übernahme des Amtes des Ministerpräsidenten, wenn Putin zum Präsident gewählt werden sollte.[61]

### Sonntag, 25. September 2011

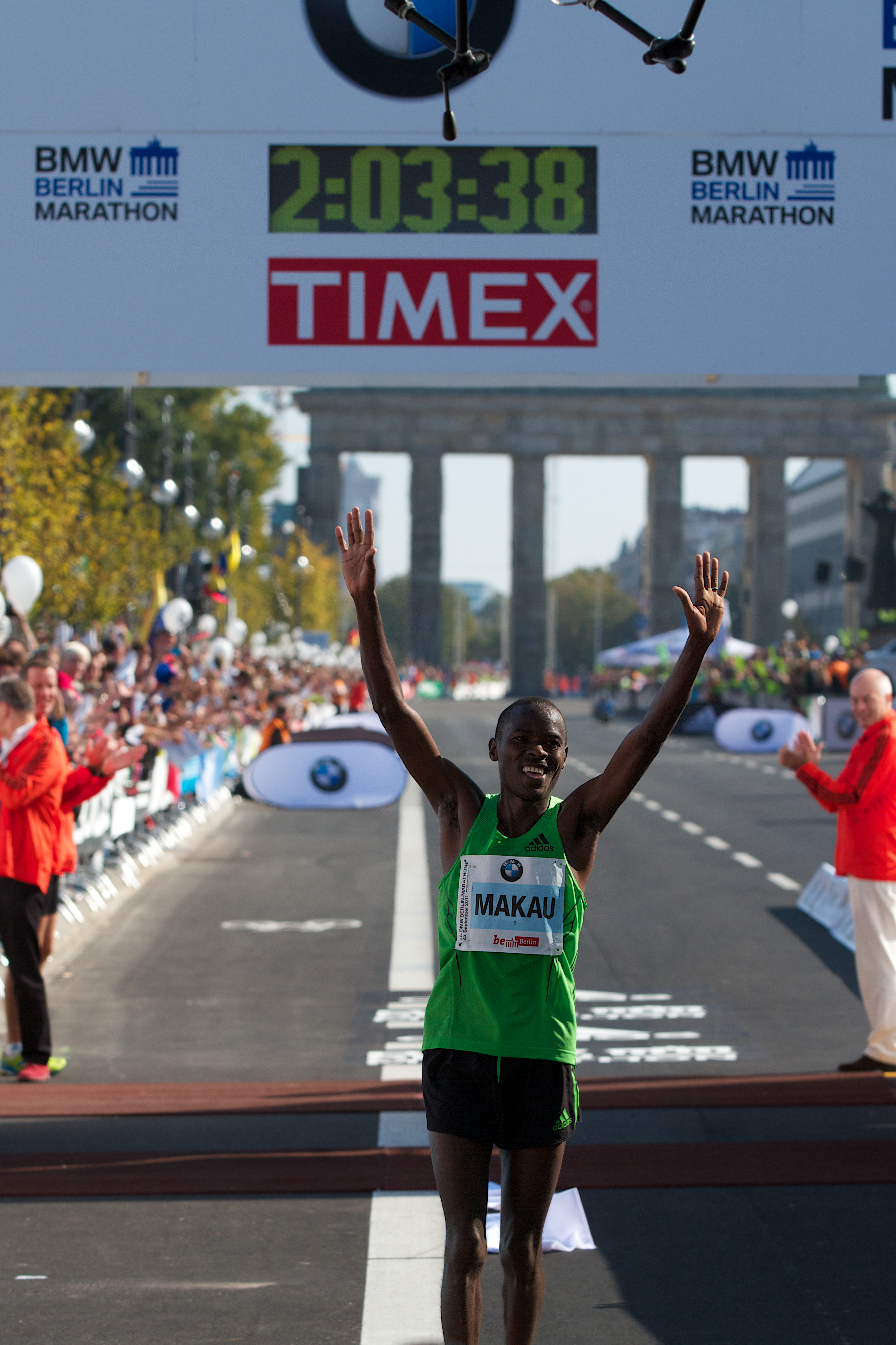
Patrick Makau

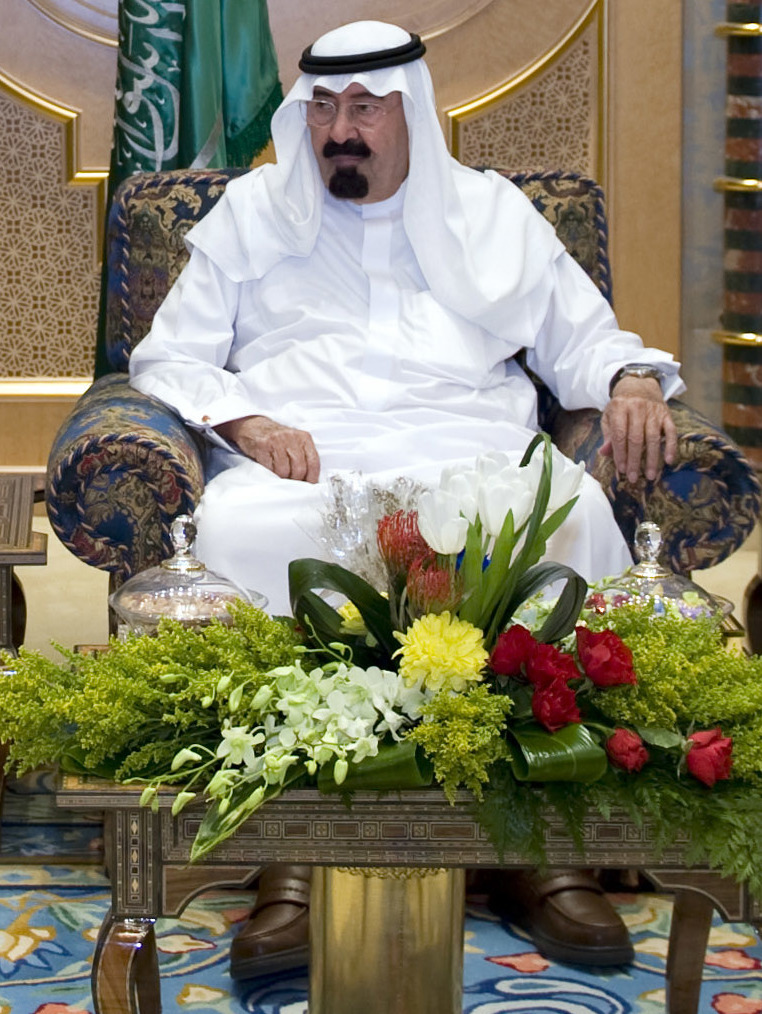
Abdullah ibn Abd al-Aziz

- Barcelona/Spanien: Nach dem vom katalanischen Parlament beschlossenen Verbot des Stierkampfes finden in der Arena La Monumental unter Teilnahme des Toreros José Tomás die letzten Kämpfe statt.[62]
- Berlin/Deutschland: Der Kenianer Patrick Makau stellt einen neuen Weltrekord im Marathon auf. Beim Berlin-Marathon absolviert er die 42,195 km in 2 Stunden 3 Minuten 38 Sekunden und unterbietet damit Haile Gebrselassies Bestmarke von 2008 um 21 Sekunden.[63][64]
- Kopenhagen/Dänemark: Ende der 78. UCI-Straßen-Weltmeisterschaften
- Riad/Saudi-Arabien: König Abdullah ibn Abd al-Aziz kündigt infolge der Proteste die Einführung des aktiven und passiven Frauenwahlrechtes für die Kommunalwahlen ab 2015 an.[65]
- Tripolis/Libyen: Ermittler des Nationalen Übergangsrates entdecken ein Massengrab mit mehr als 1200 Leichen, bei denen es sich um Opfer eines Massakers im ehemaligen Abu-Salim-Gefängnis handeln soll.[66]

### Montag, 26. September 2011
- Jerusalem/Israel: Das Israel-Museum macht fünf Fragmente der Qumran-Rollen, zu denen die ältesten bekannten Handschriften der Bibel gehören, in digitalisierter Form der Öffentlichkeit zugänglich.[67]

### Dienstag, 27. September 2011
- Jerusalem/Israel: Die vom Innenministerium erteilte Baugenehmigung für 1100 neue Wohneinheiten in Ostjerusalem stößt auf internationale Kritik.[68]

### Mittwoch, 28. September 2011
- Bern/Schweiz: Durch die Nuklearkatastrophe von Fukushima beeinflusst, stimmt nach dem Nationalrat auch der Ständerat dem Atomausstieg zu, der unter anderem vorsieht, dass die bestehenden Anlagen „am Ende ihrer sicherheitstechnischen Betriebsdauer“ abgeschaltet werden.[69]
- Brüssel/Belgien: Die EU-Kommission legt einen Gesetzentwurf zur Einführung einer Finanztransaktionssteuer in der Europäischen Union vor.[70]
- Brüssel/Belgien: Nach neuen Zwischenfällen am Grenzübergang Jarinje sagt Serbien die von der Europäischen Union unterstützten Verhandlungen mit dem Kosovo bis auf Weiteres ab.[71]

### Donnerstag, 29. September 2011

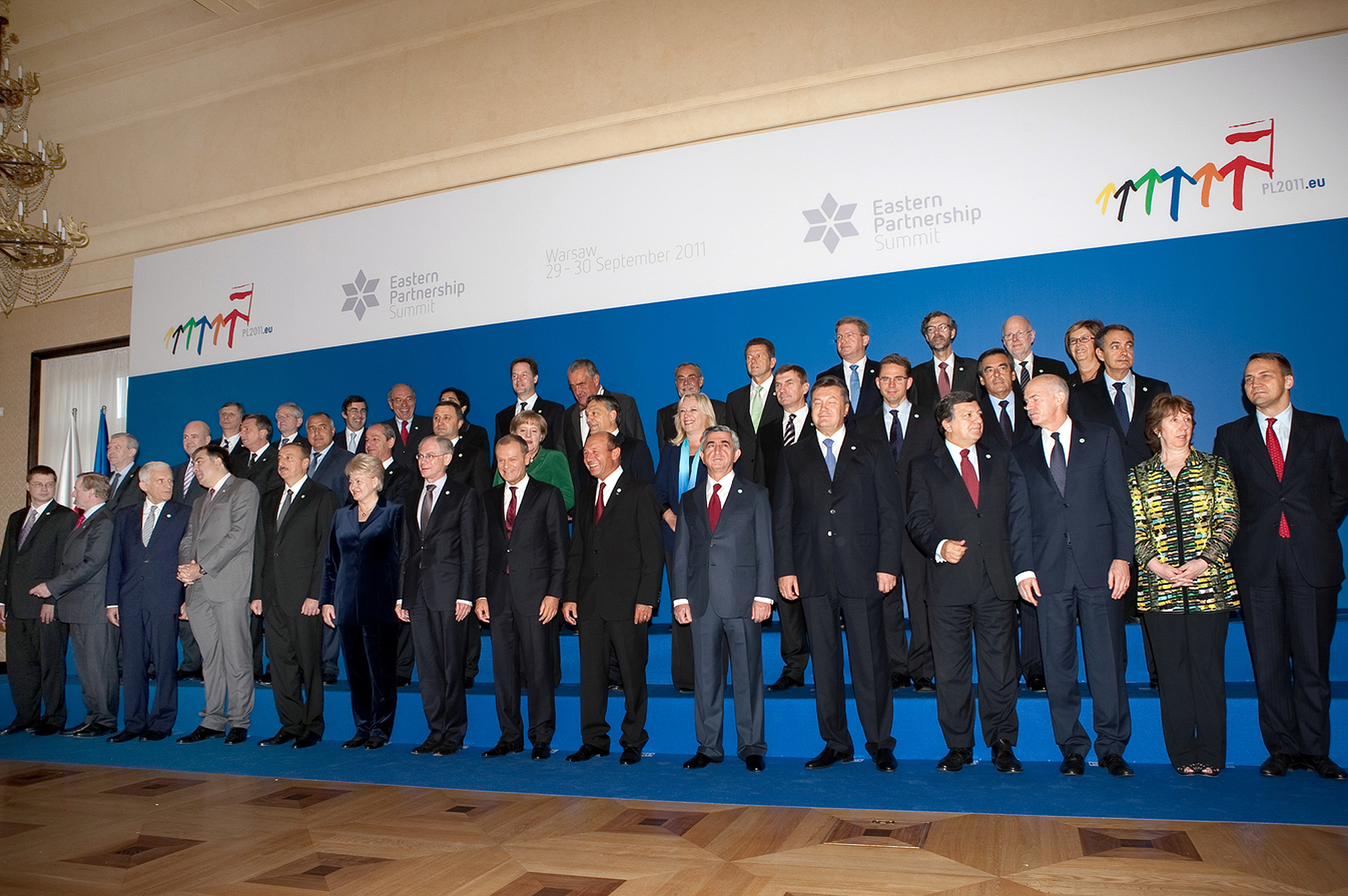
Gipfeltreffen der Östlichen Partnerschaft in Warschau

- Berlin/Deutschland: Der Bundestag stimmt der Ausweitung des Euro-Rettungsfonds EFSF mit deutlicher Mehrheit zu.[72][73]
- Innere Mongolei/China: Vom Kosmodrom Jiuquan der China National Space Administration startet die zunächst unbemannte Weltraumstation Tiangong 1 am Bord einer Trägerrakete vom Typ Langer Marsch 2F ins Weltall.[74]
- Krefeld/Deutschland: Wegen des Mordes an dem zehnjährigen Mirco aus Grefrath verurteilt das Landgericht den geständigen Angeklagten zu lebenslanger Haft.[75]
- Stockholm/Schweden: Der diesjährige Right Livelihood Award, der so genannte „Alternative Nobelpreis“, geht an die US-amerikanische Hebamme Ina May Gaskin, die Menschenrechtlerin Jacqueline Moudeina aus dem Tschad sowie die international tätige und in Spanien ansässige Organisation Grain. Mit einem Sonderpreis wird der chinesische Umweltaktivist Huang Ming geehrt.[76]
- Warschau/Polen: Auf dem Gipfeltreffen der Östlichen Partnerschaft, das bis zum 30. September stattfindet, stehen die Menschenrechtsverletzungen in Belarus und der Ukraine im Mittelpunkt der Diskussionen. Statt mit Präsident Aljaksandr Lukaschenka, der als letzter Diktator Europas gilt, trifft sich Bundeskanzlerin Angela Merkel demonstrativ mit belarussischen Oppositionellen.[77]

### Freitag, 30. September 2011
- Zürich/Schweiz: Der Fußballweltverband FIFA schließt auf Grund von Disziplinarvergehen die myanmarische Fußballnationalmannschaft von der Qualifikation zur Fußball-Weltmeisterschaft 2018 aus.[78]

## Weblinks

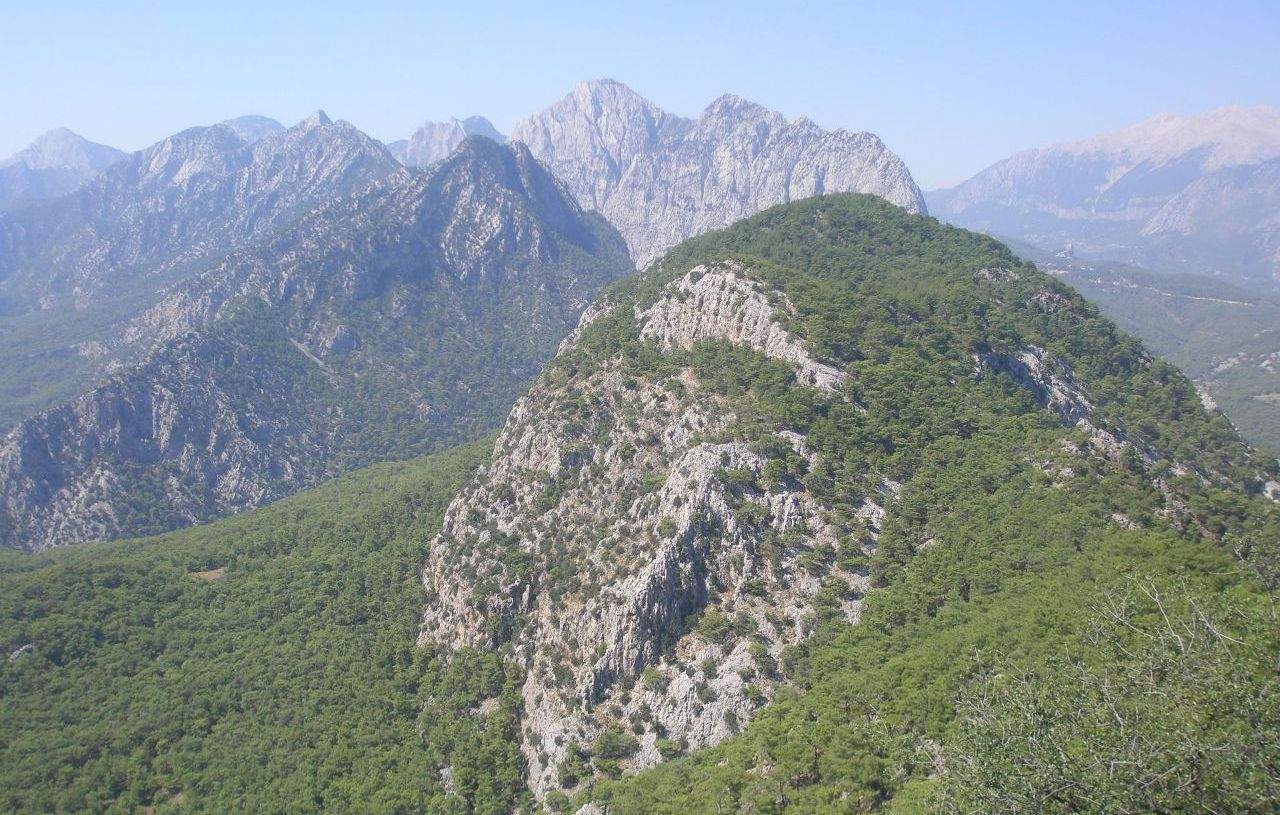
Türkei im September 2011